# Llista de reis de Castella

Escut del regne de Castella des de 1390 fins al

El que segueix és una llista cronològica dels sobirans castellans, des de la formació vers l'any 930 del comtat de Castella fins a la posterior formació el 1029 com a regne de Castella; la formació de la corona de Castella el 1217, per la seva unió amb el regne de Lleó; i la unió dinàstica amb la Corona d'Aragó fins a Carles II.

## Castella dividida en comtats
El regne de Lleó estava dividit en districtes territorials denominats commisa. El comte, subordinat del rei, era el títol personal conferit pel sobirà pel qual governava diversos commisa formant un territori més extens. El títol comtal era personal amb independència del territori assignat.
| Comtat de Castella - Rodrigo - ca. 860-ca. 870 - Diego Rodríguez "Porcelos" - 873-885 - Munio Núñez - ca. 899-ca. 901, senyor d'Amaya i Castrogeriz. - Gonzalo Téllez - ca. 901-ca. 904, comte de Cerezo i Lantarón. - Munio Núñez, - (2a vegada) ca. 904-ca. 912, senyor d'Amaya i Castrogeriz. - Gonzalo Fernández - ca. 912-d. 915, senyor de Lara, comte de Burgos. - ¿Fernando Ansúrez? o ¿Fernando Díaz? - a.917-ca. 920 - Nuño Fernández - ca. 920-d. 927 - Fernando Ansúrez - ca. 929 | Comtat de Burgos Sorgí com una divisió a Castella - Gonzalo Fernández - ca. 899-912, senyor de Lara. - Gonzalo Téllez - 912-915 - Munio Vélaz - 915-922 - Nuño Fernández - 922-d. 927 - Gutier Núñez - 931, comte de Burgos. | Comtat d'Àlaba Els títols emprats pels comtes al govern d'Àlaba eren els de comtes a Àlaba, a Lantarón i a Cerezo. - Rodrigo - ca. 860-ca. 870 - Vela Jiménez - ca. 882-ca. 897 - Gonzalo Téllez - ca. 897-ca. 919, comte a Lantarón, comte de Cerezo. - Munio Vélaz - ca. 919 - Fernando Díaz - ca. 923 - Álvaro Herraméliz - ca. 929-931, comte de Lantarón i Àlaba. |

## Comtat hereditari de Castella

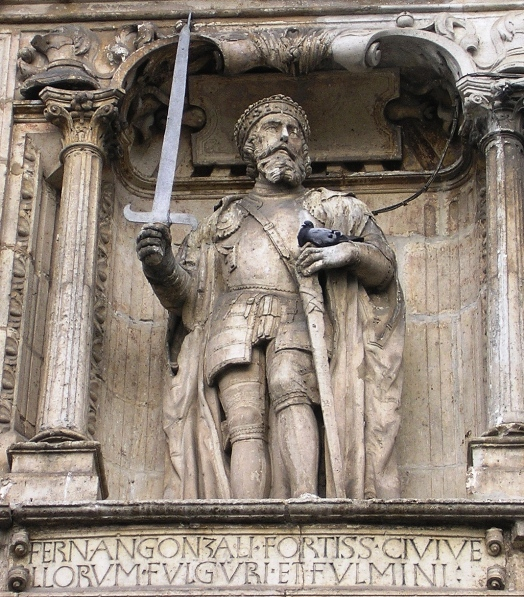
Escultura de Ferran González a l'arc de Santa Maria de Burgos

### Dinastia dels Lara
La família Lara aconsegueix unificar els comtats de Burgos, Castella, Lantarón i Cerezo, així com el comtat d'Àlaba, formant el gran comtat de Castella.
- Ferran González (1a vegada) - 931-944. Nomenat comte de Lara per Alfons IV de Lleó des de 929.

### Dinastia delsAnsúrez
- Ansur Fernández (electo) - 944-945, també comte de Monzón

### Dinastia dels Lara
- Ferran González (2a vegada) - 945-970
- Garcia I el de Les mans blanques - 970-995
- Sanç I Garcia el dels Bons furs - 995-1017
- Garcia II l'Infant - 1017-1028.

### Casa de Navarra odinastia Ximena
El 1028, el rei de Pamplona Sanç III es feu amb el govern del comtat com a rei, pel dret de la seva esposa Múnia I, i designà al seu fill Ferran com a comte el 1029.
| Imatge | Nom                       | Naixement | Inici | Final | Comentaris |
| ------ | ------------------------- | --------- | ----- | ----- | --- |
|        | Ferran I de Lleó el Magne | ca. 1016  | 1029  | 1065  | Rei de Lleó (1037-1065). Com a rei de Lleó, es va reservar el territori de Castella personalment, sent administrat per oficials. |

## Regne de Castella

### Dinastia Ximena
A la seva mort, Ferran I de Lleó va llegar al seu primogènit Sanç II el seu estat patrimonial, el comtat de Castella, elevat a la categoria de regne. El 1071, Sanç II de Castella i el seu germà Alfons VI de Lleó es van repartir el regne del seu germà Garcia de Galícia. Al començament de 1072, a la batalla de Golpejera, Sanç va derrotar i va aconseguir apoderar-se dels territoris del seu germà Alfons VI de Lleó, restaurant els territoris del regne de Lleó del seu pare, Ferran I. Després de la seva mort al setge de Zamora, el va succeir el seu germà Alfons VI i el seu regne es va mantenir fins a la mort del seu net, Alfons VII, qui llegà el regne de Castella al seu fill major, Sanç III.
| Imatge | Nom             | Naixement | Inici | Final | Comentaris                                   |
| ------ | --------------- | --------- | ----- | ----- | -------------------------------------------- |
|        | Sanç II el Fort | ca. 1037  | 1065  | 1072  | Rei de Galícia (1071-1072)Rei de Lleó (1072) |

### Casa de Borgonya
| Imatge | Nom                  | Naixement                      | Inici             | Final               | Comentaris |
| ------ | -------------------- | ------------------------------ | ----------------- | ------------------- | --- |
|        | Sanç III el Desitjat | Toledo, 1134                   | 1157              | 1158                | - Germà de Ferran II de Lleó                                                                                      |
|        | Alfons VIII el Noble | Sòria, 11 de novembre de 1155  | 1158              | 1214                | Regències de: - Manrique Pérez de Lara (1158-1164) - Nuño Pérez de Lara (1164-1169)                               |
|        | Enric I              | Valladolid, 14 d'abril de 1204 | 1214              | 6 de juny de 1217   | Regències de: - Leonor Plantagenet (1214) - Berenguera de Castella (1214-1215) - Álvaro Núñez de Lara (1215-1217) |
|        | Berenguera I         | Segòvia, 1 de juny de 1180     | 6 de juny de 1217 | 1 de juliol de 1217 | - Es casà amb Alfons IX de Lleó. - Abdicà a favor del seu fill Ferran.                                            |

## Corona de Castella

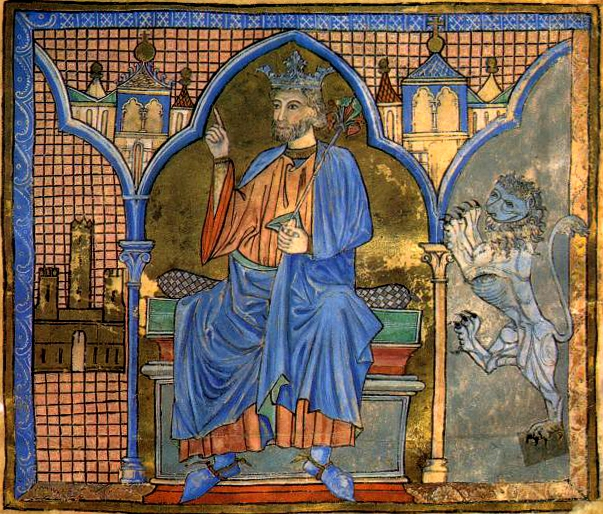
Amb Ferran III, els regnes de Castella i de Lleó quedaren units definitivament. A la imatge, representació del rei a lÍndex de Privilegis Reials de Santiago de Compostel·la.

La corona de Castella, com a entitat històrica, se sol considerar que comença amb l'última i definitiva unió dels regnes de Lleó i Castella l'any 1230, després de la coronació de Ferran III com a rei de Lleó. El dit Ferran III el Sant hereta Castella, per renúncia de la seva mare i posteriorment adquirex Lleó mitjançant un pacte amb les seves germanes Sança i Dolça, les quals havien rebut el regne del seu pare Alfons IX de Lleó.

### Casa de Borgonya
| Imatge | Imatge | Nom                            | Naixement                                                                         | Inici | Final | Comentaris |
| ------ | ------ | ------------------------------ | --------------------------------------------------------------------------------- | ----- | ----- | --- |
|        |        | Ferran III el Sant             | Peleas de Arriba (Zamora) o Bolaños de Calatrava (Ciudad Real), 5 d'agost de 1199 | 1217  | 1252  | Rei de Lleó a partir de 1230. |
|        |        | Alfons X el Savi               | Toledo, 23 de noviembre de 1221                                                   | 1252  | 1284  | Deposat del govern pel seu fill Sanç . Guerra civil (1282-1284) |
|        |        | Sanç IV el Brau                | Valladolid, 12 de maig de 1258                                                    | 1284  | 1295  | Alfons de la Cerda, pretendent al tron. Amb el suport d'Alfons III d'Aragó fou proclamat rei de Castella a Jaca el 1288; però les seves aspiracions foren aparcades pel tractat de Monteagudo (1291). |
|        |        | Ferran IV l'Emplaçat           | Sevilla, 6 de desembre de 1285                                                    | 1295  | 1312  | Regència de María de Molina (1295)Regència d'Enric de Castella (1295-1301)Alfons de la Cerda, rei rival de Castella (1296-1304) proclamat a Sahagún, però no ho fou a Lleó, on es feu proclamar com a rei davant de Ferran IV, l'infant Joan de Castella el de Tarifa. En guerra civil (1296-1304) contra Ferran IV. La sentència arbitral de Torrellas significà el cessament de les seves pretensions castellanes. |
|        |        | Alfons XI el Justicier         | Salamanca, 13 d'agost de 1311                                                     | 1312  | 1350  | Regència de Pere de Castella i Joan de Castella (1313-1319). Regència disputada de María de Molina (1319-1321). Regència disputada de Felip de Castella (1321-1325). |
|        |        | Pere I el Cruel o el Justicier | Burgos, 30 d'agost de 1334                                                        | 1350  | 1366  | |
|        |        | Enric II el de les Mercès      | Sevilla, 13 de gener de 1333                                                      | 1366  | 1367  | De la casa de Trastàmara |
|        |        | Pere I el Cruel o el Justicier |                                                                                   | 1367  | 1369  | En guerra civil contra Enric II, rei rival. |

### Casa de Trastàmara
| Imatge | Imatge | Nom                           | Naixement                                                | Inici | Final | Comentaris |
| ------ | ------ | ----------------------------- | -------------------------------------------------------- | ----- | ----- | --- |
|        |        | Enric II el de les Mercès     |                                                          | 1367  | 1379  | En guerra civil (1367-1369) contra Pere I |
|        |        | Joan I                        | Épila (Saragossa) o Tamarit de Llitera (Osca), 1358      | 1379  | 1390  | Rei rival de Portugal (1383-1385)Consell de regència (desembre de 1383- setembre de 1384) durant la campanya del rei a Portugal.Campanya (1386-1388) de Joan de Gant i Constança de Castella, pretendents al tron.¡ |
|        |        | Enric III el Malalt           | Burgos, 4 d'octubre de 1379                              | 1390  | 1406  | Consell de regència aprovat a les Corts de Madrid (1391-1392)Consell de regència aprovat a les Corts de Burgos (1392-1393)                                                                                          |
|        |        | Joan II                       | Toro (Zamora), 6 de març de 1405                         | 1406  | 1454  | Regència de Catalina de Lancaster (1406-1418) i Ferran d'Antequera (1406-1416). Amb la mort de Catalina de Lancaster, el Consell Reial es constituí en Consell de Regència (1418-1419).                             |
|        |        | Enric IV l'Impotent           | Valladolid, 25 de gener de 1425                          | 1454  | 1474  | En guerra civil (1465-1468) contra Alfons de Castella, rei rival. |
|        |        | Alfons de Castella l'Innocent | Tordesillas (Valladolid), 17 de novembre de 1453         | 1465  | 1468  | Rei rival de Castella proclamat a ÀvilaEn guerra civil (1465-1468) contra Enric IV de Castella. |
|        |        |                               |                                                          |       |       | |
|        |        | Isabel I la Catòlica          | Madrigal de las Altas Torres (Àvila), 22 d'abril de 1451 | 1474  | 1504  | Alfons V de Portugal i Joana la Beltraneja pretendents al tron, proclamats a Plasència, i en guerra (1475-1479). |
|        |        | Ferran V el Catòlic           | Sos del Rey Católico (Saragossa), 10 de març de 1452     | 1475  | 1504  | Rei de castella de iure uxorisRei d'Aragó com a Ferran II (1479-1516)Rei de Navarra (1513-1516) |
|        |        |                               |                                                          |       |       | |
|        |        | Joana I la Boja               | Toledo, 6 de novembre de 1479                            | 1504  | 1555  | Reina d'Aragó (1516-1555)Reina de Navarra (1515-1555) |
|        |        | Felip I el Bell               | Bruges (Flandes), 22 de juliol de 1478                   | 1506  | 1506  | De la casa d'ÀustriaRei de Castella de iure uxoris |

### Casa d'Àustria
| Imatge | Rei      | Naixement                            | Inici | Final | Comentaris                                                  |
| ------ | -------- | ------------------------------------ | ----- | ----- | ----------------------------------------------------------- |
|        | Carles I | Gant (Flandes), 24 de febrer de 1500 | 1516  | 1556  | Rei juntament amb la seva mare JoanaRei d'Aragó (1516-1555) |

Si bé la unió dinàstica d'Isabel de Castella i Ferran d'Aragó no va unificar els regnes, els seus diferents territoris (Regne de Lleó, Regne de Castella, Regne de Navarra, Regne d'Aragó, Regne de València, Regne de Mallorca, Regne de Granada Regne de Portugal i Principat de Catalunya) van quedar integrats en l'anomenada Monarquia d'Espanya o Monarquia Hispànica, que continuaria emprant oficialment la numeració castellana dels monarques i que acabaria prevalent davant les altres. A la mort de Carles II sense descendència s'inicià la Guerra de Successió Espanyola, entre el pretendent francès Felip d'Anjou, hereu segons el testament del darrer Habsburg, i l'arxiduc Carles d'Àustria. L'entronització de Felip V va significar l'establiment dels Decrets de Nova Planta, reduint els regnes de la monarquia a les lleis i costums de Castella, i la progressiva denominació del monarca com a rei d'Espanya.